# Albuminat
Albuminat är modifikationer av proteiner som uppstår vid påverkan av utspädda syror eller baser. Med syror erhålles acidalbuminat och med baser alkalialbuminat.
Dessa ämnen är olösliga i vatten men går vid tillsättning av små mängder bas respektive syra i lösning under saltbildning. Alkalialbuminaten har intresse endast som laboratorieprodukter. Acidalbuminater bildas däremot regelbundet under matsmältningen genom den saltsyrahaltiga magsaftens inverkan. De är sålunda proteinernas första omvandlingsprodukter vid nedbrytningen i tarmkanalen.